# Mortain
Mortain foi uma comuna francesa na região administrativa da Normandia, no departamento Mancha. Estendia-se por uma área de 7,43 km². Em 2010 a comuna tinha 3 207 habitantes (densidade: 431,6 hab./km²).
Em 1 de janeiro de 2016, passou a formar parte da nova comuna de Mortain-Bocage.